# Tube (Schriftsteller)

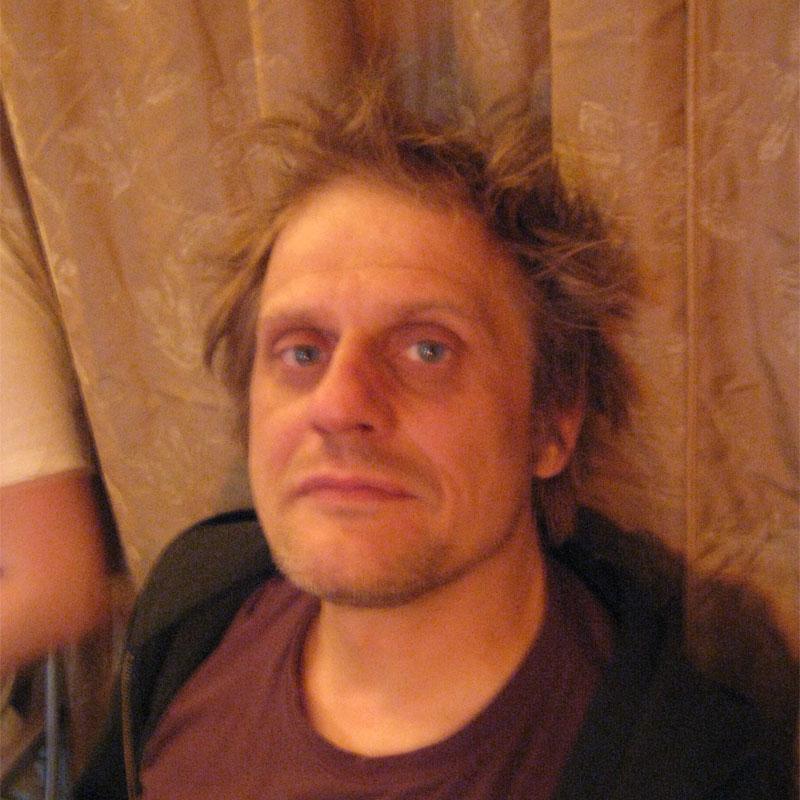
Tube (2010)

Tube (eigentlich Tobias Herre; * 12. August 1968 in Ost-Berlin) ist ein deutscher Schriftsteller. Manchmal tritt er auch unter dem Namen Tube Tobias Herre auf.

## Leben
Tube wuchs in Berlin-Kaulsdorf auf. Nach eigenen Angaben erhielt er den Namen Tube während seiner Schulzeit. Eine Lehrerin an seiner Schule sprach seinen Vornamen Tobias durch ihren sächsischen Dialekt stets wie „Tubias“ aus. Dies fanden seine Mitschüler so amüsant, dass sie ihn fortan „Tube“ nannten.
Nach dem Besuch einer Polytechnischen Oberschule absolvierte Tube eine Lehre zum Facharbeiter für Datenverarbeitung. Als die Mauer fiel und die DDR danach der Bundesrepublik Deutschland beitrat, wurde er arbeitslos, jobbte und besuchte eine weiterführende Abendschule. Zusammen mit seinen Freunden Volker Strübing und Uwe Beneke, damals ebenfalls EDV-Nachwuchskräfte, programmierte er 1991 das Computerspiel Atomino für die Firma Blue Byte. Bis heute arbeitet er hauptberuflich als EDV-Spezialist.
Mit Strübing und Beneke sowie Andreas Krenzke, Sabine Mylius, Klaus Schwarz, André Lange und Gunar Klemm gründete Tube am 4. Juli 1996 die Lesebühne Supernova. Diese wurde kurz darauf in Ein Keller Buntes und schließlich 1999 in LSD – Liebe statt Drogen umbenannt. Dieser Titel besteht bis heute. Darüber hinaus stieg er 1997 auch bei den Surfpoeten und 2000 bei der Lokalrunde ein. Seitdem veröffentlichte er zahlreiche Texte in verschiedenen Lesebühnen-Anthologien und im Satiremagazin Salbader. 2011 erschien seine erste eigene Kurzgeschichtensammlung Wenn ich Macht hätte im Verlag Voland & Quist. 2012 brachte er ebenda seinen ersten Roman Das Fehlerchen heraus.
Tube lebt im Berliner Bezirk Pankow.

## Vuvuzela-Filter
2010 erlangte Tube ungewollt große mediale Aufmerksamkeit. Im Vorfeld der Fußball-WM 2010 in Südafrika war lange öffentlich diskutiert worden, ob man das Fan-Instrument Vuvuzela in den Stadien erlauben sollte, da der Lärm die Spieler und auch die TV-Übertragungen stören könnte. Daraufhin erklärte Tube in einem Posting auf der Homepage der Surfpoeten, dass man mit einfachen technischen Mitteln den Lärm bei TV-Übertragungen herausfiltern könne. Als Reaktion erhielt er Interviewanfragen von nationaler und internationaler Presse und wurde als „Erfinder des Vuvuzela-Filters“ bezeichnet. Er ging nach kurzer Zeit dazu über, keine Auskünfte mehr zu geben und erklärte wiederum auf der Homepage der Surfpoeten in Form eines humorvollen fiktiven Dialogs aus seiner Textreihe Tube fragt Tobias, dass er keinesfalls etwas erfunden, sondern nur auf bereits bekannte Techniken verwiesen habe, die die Rundfunkanstalten ohnehin mit ihren Toningenieuren und ihrer Ausstattung besser ausführen könnten als Laien wie er.

## Werke (Auswahl)
- Uwe Beneke, Tobias Herre, Volker Strübing: Der phantastische Weihnachtsmann, Ullstein, Berlin 1994, ISBN 978-3-548-23567-7
- Ahne, Andreas Spider Krenzke, Michael Stein, Robert Weber, Tobias Tube Herre: Die Surfpoeten, Voland & Quist, Dresden/Leipzig 2004, ISBN 978-3-938424-01-8
- Micha Ebeling, Andreas Spider Krenzke, Volker Strübing, Tube, Ivo und Sascha, Uli Hannemann: LSD – Liebe statt Drogen, Voland & Quist, Dresden/Leipzig 2006, ISBN 978-3-938424-14-8
- Ahne, Andreas Spider Krenzke, Michael Stein, Robert Weber, Tobias Tube Herre: Die Rückkehr der Surfpoeten, Voland & Quist, Dresden/Leipzig 2007, ISBN 978-3-938424-24-7
- Tube Tobias Herre: Wenn ich Macht hätte, Voland & Quist, Dresden/Leipzig 2011, ISBN 978-3-938424-85-8
- Tube Tobias Herre: Das Fehlerchen, Voland & Quist, Dresden/Leipzig 2012, ISBN 978-3-86391-011-2